# MSN Messenger
MSN Messenger fue un programa de mensajería instantánea creado por Microsoft en 1999 y descontinuado en el 2005 debido a su reemplazo por Windows Live Messenger, y ocupado ahora por Skype. El 10 de mayo de 2011 Microsoft compró Skype por 8,5 mil millones de dólares, sucediendo a Windows Live Messenger. Inicialmente fue diseñado para sistemas Microsoft Windows, y después se lanzaría una versión disponible para Mac OS. A partir del año 2005, como parte de la creación de servicios web denominados Windows Live, se cambiaron el nombre de muchos servicios y programas existentes de MSN, con lo que Messenger fue renombrado a "Windows Live Messenger" a partir de la versión 8.0.
Bajo la denominación se engloban tres programas diferentes:
- MSN Messenger: es el cliente de mensajería instantánea y su nombre se utiliza para diferenciar todos los programas de mensajería de Microsoft.
- Windows Messenger: viene incluido con Windows XP y se trata de un cliente de mensajería instantánea básico que no soporta muchas características de estos (avatares, imágenes, etcétera). Sin embargo, es capaz de conectarse al Servicio de comunicaciones y Exchange Instant Messaging usados por algunas empresas (por lo que se conoce como versión para empresas) y permite controlar una máquina de forma remota de forma similar al NetMeeting. Permite dos métodos de conexión: RVP (antiguo protocolo usado en las versiones anteriores a la 2003 de Exchange) y SIP/Simple.
- MSN Web Messenger: versión web del cliente aparecida en agosto de 2004. Proporciona características similares al MSN Messenger en un navegador conectado a Internet. Su utilidad reside en que se puede conectar con una cuenta de correo desde un ordenador que no tenga el programa instalado.

Los tres programas pueden usar el mismo protocolo por lo que muchas de sus características son similares.
Para utilizar el servicio se requería una cuenta Microsoft Passport. Permitía utilizar tanto texto como emoticonos, emoticones animados (GIF), escritura a mano (imagen), juegos o intercambio de archivos compartidos. También permitía conversaciones por voz, mediante una cámara digital y, si estaba instalado en el sistema Windows Messenger, es posible permitir el control remoto del ordenador a los contactos (restringiendo qué tareas pueden realizar) desde los clientes no web.
Formaba parte de los servicios ofrecidos por el portal MSN que incluían correo electrónico con Hotmail o un motor de búsqueda.
La más reciente versión de este programa se llama Windows Live Messenger y solo es compatible con el sistema operativo Windows XP y superior. Esta versión incluye la posibilidad de realizar llamadas a teléfonos fijos y móviles mediante los servicios de VoIP, además de contar ahora con la posibilidad de agregar contactos de Yahoo! Messenger.
El servicio de mensajería instantánea dejó de funcionar el 15 de marzo de 2013 y fue absorbido por la plataforma Skype, líder global de servicios de VoIP y propiedad de Microsoft.

## MSN Messenger en la actualidad
Ya que hace un tiempo que Microsoft cerró los servidores que hacían posible el funcionamiento de Windows Live Messenger, muchas personas intentaron por algunos medios que WLM siguiera funcionando sin la necesidad de recurrir a servidores de Microsoft. Es así que, en el año 2017, se lanza una página web, llamada "Escargot" donde se puede reutilizar este programa usando parches que deben ser instalados junto con el programa. Al no usar los servidores de Microsoft, quien desee usar el programa debe nuevamente crear una cuenta y agregar usuarios. Al año 2023 se puede usar desde el MSN versión 1.0 hasta el WLM 2009 (14.0), aunque la misma página recomienda usar las versiones más recientes. Además, Escargot tiene su foro oficial, Forums en el cual usuarios de Escargot discuten, y ponen sus e-mails de contacto de Escargot para que la gente los agregue.
Existen algunas comunidades. como el foro MessengerGeek, dedicado a los usuarios de servicios de mensajería antiguos, aunque no mantiene ninguna relación con Escargot.

## Historia
Antes de que el producto fuera renombrado Windows Live Messenger, fue conocido como "MSN Messenger Service" desde 1999 a 2001 y "MSN Messenger" desde 2001 a 2005. Durante ese tiempo, Microsoft lanzó siete versiones principales en la siguiente sucesión:
La primera versión de MSN Messenger Service, la versión 1.0 (1.0.0863), fue lanzada el 22 de julio de 1999. Incluía solo características básicas, tales como mensajería de texto sin formato y una lista de contacto simple. Cuando fue lanzado, en primer lugar, incluyó apoyo para el acceso a red AIM (AOL Instant Messenger). America Online en reiteradas ocasiones intentó bloquear el acceso de Microsoft a su servicio. Finalmente se quitó la característica, y no ha vuelto en ninguna versión posterior del software. Desde entonces, MSN Messenger solo ha permitido las conexiones solamente a su servicio, el cual requiere una cuenta de Microsoft Passport para conectarse.
Microsoft lanzó la primera actualización importante, la versión 2.0 (2.0.0083), el 16 de noviembre de 1999. Incluyó un banner de publicidad rotatorio y la capacidad de personalizar la apariencia de la ventana de chat. Ocurrió como una opción de instalación para Windows Me. Esta versión fue seguida el próximo año por la versión 3.0 (3.0.0080), que fue lanzada el 29 de mayo de 2000. Incluyó transferencias de archivos PC-a-PC y capacidades de audio PC-a-teléfono con Net2Phone, uno de los primeros proveedores de VOIP.
Junto con el lanzamiento de Windows XP vino la versión 4.6 de MSN Messenger, el 23 de octubre de 2001. Incluyeron cambios importantes en la interfaz de usuario, la capacidad de grupos de contactos, y apoyo a la voz las conversaciones. En esta versión, el software de cliente fue renombrado de "MSN Messenger Service" a "MSN Messenger" mientras que el servicio subyacente pasó a denominarse ".NET Messenger Service", y el nombre ha mantenido desde entonces. Esta versión solo era compatible con 95, 98, Me, NT 4.0, y 2000, porque Microsoft ofreció un nuevo programa de escala hacia abajo para Windows XP, llamado Windows Messenger, que originalmente pretendía sustituir a MSN Messenger en Windows XP.
Esa estrategia cambió cuando se publicó la versión 5.0 de MSN Messenger, el 24 de octubre de 2002. Fue la primera versión que se permitió instalarse junto con Windows Messenger en Windows XP. incluyeron UPnP (Universal Plug and Play) en transferencias de archivos, pequeños cambios en las ilustraciones de interfaz de usuario y una interfaz de Windows Media Player Plug-in.
Al año siguiente, la versión 6.0 de MSN Messenger fue lanzada el 17 de julio de 2003. MSN Messenger 6.0 fue una revisión importante de la plataforma por completo, actualizando su simple interfaz basada en texto e incluyendo elementos personalizables, como emoticones, avatares personalizados y antecedentes. La siguiente actualización, la versión 6.1, centrada en mejoras en la ventana de conversación, permitió al usuario ocultar el marco de ventana y barra de menús y también la capacidad de cambiar el color de tema. El color de tema podía establecerse de forma diferente para cada usuario. Otra actualización, la versión 6.2, fue lanzada el 22 de abril de 2004 y fue la última versión de la serie de MSN Messenger 6. Los cambios más notables eran un grupo Mobile dedicado para contactos móviles, un solucionador de problemas de conexión y el cambio de nombre del sitio de inicio característico a diversión y juegos.
MSN Messenger recibió la actualización a la versión 7.0 el 7 de abril de 2005. Esta versión trajo la característica de guiño que estaba previamente solo disponible en threedegrees. Esta versión también anuncia publicidades al usuario incluyendo imágenes animadas, emoticonos y antecedentes. También se actualizó el estilo de ventana de lista de contactos para coincidir con las ventanas de mensajes instantáneos, introdujo la característica de integración de Xbox Live, soporte de tinta digital y el apoyo de reconocimiento de escritura a mano. Esta es la última versión de MSN Messenger que puede ejecutarse en Windows 98 y Windows Millennium Edition.
La última versión de MSN Messenger antes del cambio de nombre, la versión 7.5, fue lanzada el 23 de agosto de 2005. Nuevas características incluyen la característica de fondos dinámicos y el controlador de Protocolo de "msnim", que permitió a sitios Web proporcionar enlaces para añadir un contacto o iniciar conversaciones automáticamente. Además, una nueva característica de clips de voz permitió que los usuarios mantengan presionada la tecla F2 para grabar un mensaje no mayor a 15 segundos y enviarlo al destinatario. La ventana para las conversaciones se cambió ligeramente con un botón de vídeo agregado. Esta versión también introdujo al instalador de Windows para su característica de actualización automática. Todavía se puede ejecutar MSN Messenger 7.5 cambiando la configuración de compatibilidad a Windows 2000.

## Versiones

### Windows Messenger (1.0.0863)
El primer lanzamiento del producto fue el 22 de julio de 1999, que incluía solamente las características básicas como texto simple y una lista de contactos.
El programa comenzó con una demanda demasiado baja, y por ello se consideró cambiar el diseño para uso de intranet. Sin embargo, el 15 de octubre de ese mismo año un caudal importante de usuarios comenzó a usar el sistema, cuestión que llevó a saturar el servicio al 120%.

### Windows Messenger 2 (2.0.0083)
Lanzado el 16 de noviembre de 1999. Incluía un banner y la habilidad de personalizar levemente la ventana de conversación. Venía como una opción de instalación de Windows ME.

### Windows Messenger 3 (3.0.0080)
Lanzado el 29 de mayo del 2000. Incluía la posibilidad de transferir archivos de PC a PC y PC a teléfono con capacidades de audio.

### Windows Messenger 4.0
Lanzado el 23 de octubre del 2001. Incluía mayores cambios a la interfaz del usuario, la habilidad de agrupar contactos y soporte para conversaciones con voz. Se incluyó por defecto en todas las versiones de Windows XP.

### MSN Messenger 5.0
Podríamos llamarlo un MSN Messenger de transición, el cual no duró demasiado hasta el lanzamiento de la versión 6. incluía nuevas características, como emoticonos 3D y la novedad del avatar, siendo esta función refinada en futuras versiones.

### MSN Messenger 6.0
Lanzado el 17 de julio de 2003. Introdujo mejoras significativas incorporando a su texto básico elementos como emoticonos, imágenes (avatares) personalizados y fondos.

### MSN Messenger 6.1
Lanzada el 23 de octubre de 2003. Esta versión enfatizaba en la ventana de conversación, haciendo posible a los usuarios esconder el marco de la ventana y la barra de menús, y también contaba con la habilidad de cambiar el color de la ventana.

### MSN Messenger 6.2
Lanzada el 22 de abril de 2004. Fue la última versión de la serie MSN Messenger 6, y contaba con mayores cambios; los más notables fueron los contactos con capacidad móvil y la inclusión de un grupo dedicado a tales contactos.

### MSN Messenger 7.0
Lanzada el 7 de abril de 2005. Introdujo la opción de enviar guiños animados, y contaba con imágenes animadas para mostrar emoticonos y fondos. Esta versión de MSN Messenger se puede utilizar en Windows 98/ME/2000/XP/Vista. A pesar de que es una versión antigua, cuenta con todas las características que se necesitan para comunicarse, como por ejemplo: chat, videollamada y conversación de voz, además de que incluye funciones como insertar imágenes para que otro usuario pueda verlas, enviar guiños en una conversación escrita, enviar zumbidos (función que emite un efecto de sonido, el cual interrumpe y abre la ventana de conversación), también mandar emoticonos junto con tu mensaje escrito, y elegir el color de tu letra, tamaño y fuente.

### MSN Messenger 7.5
Lanzada el 23 de agosto del 2005. Esta versión introducía un nuevo sistema de credenciales de Passport. Nuevos elementos fueron los fondos dinámicos, zumbidos (nudges) y mensajes de voz. Los mensajes de voz permitían grabar sonido con el micrófono por un determinado tiempo y luego enviarlo al recipiente. Esta versión funciona con Windows XP o mayor.
Con el lanzamiento de la versión 7.5, MSN Messenger empezó a usar parches de Windows Installer para su programa de autoactualización. Cuando un usuario selecciona "sí" a una ventana de actualización, la aplicación descargará un archivo específico para actualizar esa versión.

### MSN Messenger 7.0 build 0820
Lanzada el 12 de septiembre del 2007, esta nueva versión fue necesaria para resolver algunos problemas de vulnerabilidades de seguridad descubiertos en las versiones anteriores a WLM 8.1. Esto llevó a que una autoactualización fuera lanzada para todas las versiones inseguras de MSN Messenger. Con ello, los usuarios de MSN Messenger poseedores de versiones vulnerables requerirían actualizar el programa.
A pesar de ser la versión 7.5 superior en número a la versión 7.0, actualmente esa ni otras versiones de MSN Messenger para Windows distintas a la versión 7.0 Build 0820 pueden conectarse a la red como consecuencia del fallo de seguridad.

### MSN Web Messenger
MSN Web Messenger es una herramienta web que permite a los usuarios de MSN Messenger hablar con su lista de contactos desde computadoras que no tienen el programa instalado. Fue lanzado en 2004, y es conveniente para quienes utilizan MSN Messenger en ordenadores públicos o en aquellas que no son compatibles. Si bien oficialmente dice ser únicamente compatible con el sistema operativo Windows, en realidad es compatible con casi cualquier sistema operativo si se utiliza algún navegador compatible como Firefox. Aunque aparezca dentro de la página de inicio una advertencia de incompatibilidad, esto no es un error grave y permite su ejecución.

## Críticas
El protocolo es cerrado y Microsoft ha hecho dos intentos para bloquear a terceros clientes. Sin embargo los algoritmos han sufrido ingeniería inversa.
Cada versión de MSN Messenger que ha sido lanzada ha tenido enteramente como objetivo a los usuarios del sistema Windows, dejando a los usuarios del sistema Mac OS X con un cliente limitado (llamado Microsoft Messenger for Mac), permitiéndoles solo chatear con usuarios de MSN pero sin formas adicionales de interactuar (por ejemplo, la cámara web).
A últimas fechas, la Unidad de negocios de Microsoft para Mac, ha prometido que futuras versiones incluirán dicha característica, aunque no precisa cuándo ocurrirá eso. Cabe destacar que la actual versión de Messenger para Mac (7.0.1) ya soporta videoconferencia, pero únicamente para los usuarios corporativos, que usan el sistema Office Communications Server 2007 a nivel empresa.
Los usuarios de GNU/Linux han sido dejados aún más al margen, necesitando software de terceros para iniciar una sesión y acceder a su perfil almacenado en los servidores de MSN Messenger. Aquel software de terceros es usualmente una de los muchos clientes alternativos de mensajería instantánea como aMSN, Emesene, Empathy, Pidgin (Gaim) o Kopete. Gaim y Kopete están incluidos en muchas distribuciones GNU/Linux, dando acceso a otros protocolos de mensajería instantánea como Jabber/XMPP, AOL, Yahoo! y ICQ.
MSN Messenger contiene una barra de publicidad y que los otros programas de MI (Gaim, Trillian, etc.) no contienen. Algunos críticos consideran la interfaz sobrecargada, sin opciones de configurarla a no ser que utilices software de terceros.
Como puntos favorables, MSN Messenger fue el servicio de mensajería instantánea con más usuarios en el mundo. En las versiones más recientes permitía además agregar contactos de correos Yahoo!.